# Järnkorset
Järnkorset (tyska: das Eiserne Kreuz, förkortning: EK) är ett utmärkelsetecken för tapperhet i from av ett likarmat balkkors med utsvängda stängda kortsidor, ursprungligen instiftat i Preussen den 10 mars 1813 av Friedrich Wilhelm III och utdelat under Napoleonkrigen 1813–1815, fransk-tyska kriget 1870–1871, första världskriget 1914–1918 och andra världskriget 1939–1945. Det kunde även utdelas för särskilt förtjänstfulla insatser under krigstid utanför slagfält, men 1939 ersattes motsvarande utmärkelse för ickestridande med Krigsförtjänstkorset.

## Järnkorset av 1813 års modell (EK 1813)

Järnkorset av 2:a klassen, 1813 års modell, frånsida.

Järnkorset instiftades av kung Fredrik Vilhelm III av Preussen den 17 March 1813 och delades ut som högsta utmärkelsen under Napoleonkrigen 1813–1815.
Järnkorset av 1813 års modell var ett slätt svart kors utan dekorationer på framsidan, med form likt ett mantuanskt kors som Tyska orden har använt sedan 1300-talet. Andra klassen av Järnkorset visade dock en dekorerad baksida. Där fanns en kungakrona, representerade kungen av Preussen, Friedrich Wilhelm, vars initialer återfanns direkt under kronan. Vidare fanns där tre eklöv som representerade kungafamiljens tre barn, samt årtalet 1813, det årtal utmärkelsen skapades. Slutversionen skapades av Karl Friedrich Schinkel. Samtliga Järnkors bars med Preussens svart-vita band.
Den preussiska generalfältmarskalken Gebhard Leberecht von Blücher, för sin så kallade extraordinär insats, erhöll en specialkomponerad version av Järnkorset, ”Stjärnan till storkorset”, även känd som ”Blücherstjärnan” (tyska: Blücherstern). Blücher hade den 26 juni 1815, efter slaget vid Waterloo tilldelats denna. Han fick också rätten att infoga Järnkorset som ett element i sitt familjevapen.
Järnkorset gavs ut i olika klasser. Från lägsta till hösta klassen:
| Svenskt namn                                      | Tyskt namn                     | Förkortning |
| • Järnkorset av 2:a klassen                       | Eisernes Kreuz II. Klasse      | EK II       |
| • Järnkorset av 1:a klassen                       | Eisernes Kreuz I. Klasse       | EK I        |
| • Järnkorsets storkors / Storkorset av Järnkorset | Großkreuz des Eisernen Kreuzes | GK          |
| • Stjärnan till storkorset                        | Stern zum Großkreuz            |             |

## Järnkorset av 1870 års modell (EK 1870)
I samband med fransk-tyska kriget 1870–1871 delades det ut på nytt genom nyinstiftande av kejsar Vilhelm I av Tyskland. Det delades inte ut i det föregående tyska enhetskriget 1866, då detta sågs som ett broderkrig mellan Preussen och Österrike.
Vid instiftandet av 1870 års Järnkors ändrades korsets framsida till att bli dekorerad enligt följande, baksidan förblev oförändrad. Kungakronan representerade kungen av Preussen, Tyska rikets kejsare. I mitten sattes kejsar Wilhelm I:s initial, samt längst ned årtalet 1870, årtalet för fransk-tyska krigets utbrott. Bandet var det tidigare preussiska svart-vita bandet.

## Järnkorset av 1914 års modell (EK 1914)

Järnkorset av 1914 års modell.

I samband med utbrottet av första världskriget började Järnkorset åter att delas ut från och med den 5 augusti 1914 av Vilhelm II av Tyskland. Den kom nu att delas ut i betydligt större omfattning än tidigare: 5 miljoner Järnkors av andra klassen, och 218 000 Järnkors av första klassen delades ut.
Vid 1914 års instiftan behöll korset sitt utseende från 1870, frånsett att årtalet på framsidan ändrades. Det preussiska svart-vita bandet bibehölls även.
Generalfältmarskalken Paul von Hindenburg kom även att tilldelas ”Stjärnan till storkorset”, den enda andra än Blücher att tilldelas denna klass och den enda av modell 1914, sedermera känd som ”Hindenburgstjärnan” (tyska: Hindenburgstern).

## Järnkorset av 1939 års modell (EK 1939)

Järnkorset av 1939 års modell.

I samband med 1939 års nazityska instiftande av Järnkorset ändrades utseendet avsevärt. På framsidan infogades en svastika (hakkors), centralt placerat på korset, samt årtalet 1939. Baksidan lämnades helt slät så när som på årtalet för dess ursprungliga instiftande, 1813. Under andra världskriget byttes dessutom färgerna på bandet ut till svart/vitt/rött, färgerna för NSDAP och sedan 1935 även Tyska riket. Medaljen fanns i både 1:a och 2:a klassen, och i högre klasser som innehöll ett Järnkors. För personer som förtjänat Järnkorset både under första och andra världskriget fanns en specialutmärkelse.
Järnkorset kunde delas ut till stridande som visat tapperhet eller andra krigsförtjänster, men även i vissa fall icke stridande, exempelvis sjukvårdare som verkade vid fronten, och kunde därmed även förlänas kvinnor, såväl som utlänningar. Annars var det normalt Krigsförtjänstkorset som ersatte Järnkorset för icke-kombattanter från 1939, vid sidan av otaliga andra utmärkelser som infördes från 1938 till krigets slut. Sovjetiska frivilliga i Wehrmacht fick inte Järnkorset som andra utlänningar utan "Östfolksmedaljen" istället.   
En utmärkelse kunde återkallas, vilket skedde för dem som dömdes i samband med 20 juli-attentatet mot Hitler. EK 1939 utdelades endast under kriget, fram till kapitulationen 1945, då Wehrmacht ställdes under de allierades kontroll.
Under andra världskriget fanns följande klasser av Järnkorset:
| Namn                                                                                             | Utdelade      | Anmärkningar                                                                                            |
| ------------------------------------------------------------------------------------------------ | ------------- | --- |
| Järnkorsets storkors / Storkorset av Järnkorset med kraschan                                     | 0             | Var förmodligen tänkt att tilldelas den mest framgångsrike tyske generalen efter en tysk seger i kriget |
| Järnkorsets storkors / Storkorset av Järnkorset                                                  | 1             | Hermann Göring mottog det enda storkorset 1940                                                          |
| Järnkorsets riddartecken / Riddarkorset av Järnkorset med gyllene eklöv och svärd och briljanter | 1             | Instiftat 29 december 1944, Hans-Ulrich Rudel var den enda mottagaren 1944                              |
| Järnkorsets riddartecken / Riddarkorset av Järnkorset med eklöv och svärd och briljanter         | 27            | Instiftat 28 september 1942                                                                             |
| Järnkorsets riddartecken / Riddarkorset av Järnkorset med eklöv och svärd                        | 160           | Instiftat 28 september 1942                                                                             |
| Järnkorsets riddartecken / Riddarkorset av Järnkorset med eklöv                                  | 890           | Instiftat 3 juni 1940                                                                                   |
| Järnkorsets riddartecken / Riddarkorset av Järnkorset                                            | 7 318         | Instiftat 1 september 1939                                                                              |
| Järnkorset av 1:a klassen 1939                                                                   | cirka 300 000 | |
| Tilläggsspänne 1939 till Järnkorset av 1:a klassen 1914                                          | cirka 150 000 | Till dem som fått EK 1 både i första och andra världskriget                                             |
| Järnkorset av 2:a klassen 1939                                                                   | cirka 3 000   | |
| Tilläggsspänne 1939 till Järnkorset av 2:a klassen 1914                                          | cirka 450 000 | Till dem som fått EK 2 både i första och andra världskriget                                             |

## Järnkorset av 1957 års modell (EK 1957)
För de som erhållit järnkorset med hakkors skapades en reviderad variant 1957 med avlägsnat hakkors, vilken kunde bytas in mot 1939 års modell. Detta är inte att se som en återinstiftan och det delas heller inte ut.

## Järnkorset som symbol efter andra världskriget
Från 1955 används Järnkorset som symbol för Tysklands (tidigare Västtysklands) försvarsmakt, Bundeswehr, med dess delar.  
I samband med nyordningen infördes en lag som fastställde att ingen får använda Järnkorset med hakkorset. Veteraner från andra världskriget gavs samtidigt möjlighet att byta ut sina Järnkors mot sådana utan hakkors. På dessa Järnkors var hakkorset ersatt med ett eklöv (identiskt med det som återfanns på baksidan av 1870 och 1914 andra klass). Man måste samtidigt kunna påvisa hur man fått utmärkelsen. Ett flertal av de nazistiska utmärkelserna är däremot helt förbjudna att bära offentligt i Tyskland sedan 1957. 

## Järnkorset i Förbundsrepubliken Tyskland idag
Ett återinförande av Järnkorset som utmärkelse för tyska soldater som utmärkt sig i tjänst har diskuterats på senare år och namninsamling för saken har gjorts, och förbundsregeringen för Tyskland med försvarsminister Franz Josef Jung har 2008 infört en medalj med Järnkorsets utseende, fast i silver eller guld, Ehrenkreuz der Bundeswehr für Tapferkeit ("Förbundsförsvarets hederskors för tapperhet"), och kan till skillnad från Järnkorset utdelas under fredstid. Den utdelades för första gången 6 juni 2009 av förbundskansler Angela Merkel till fyra tyska soldater som tjänat i Afghanistan. Sedan 1980 har en liknande medalj funnits för utmärkelser för en viss tjänstetid i försvaret, Ehrenkreuz der Bundeswehr, i guld, silver eller brons. Svarta Järnkors finns emellertid inte i dag. Av alla utmärkelser och ordnar har Förbundsrepubliken Tysklands förtjänstorden dock en form lik Järnkorset.

## Icke-tysk användning av Järnkorset
Järnkorset har under senare tid kommit att användas också inom populärkulturen. Den började användas inom amerikanska subkulturer (bikers, surfare, skateboardåkare och inom rockmusiken) och har sedan spritt sig vidare.

## Personer som tilldelats Järnkorset
- Mottagare av Preussiska Järnkorset
- Mottagare av Järnkorsets storkors
- Mottagare av Riddarkorset
- Mottagare av Riddarkorset med eklöv
- Mottagare av Riddarkorset med eklöv och svärd
- Mottagare av Riddarkorset med eklöv, svärd och briljanter
- Mottagare av Riddarkorset med gyllene eklöv, svärd och briljanter

## Galleri

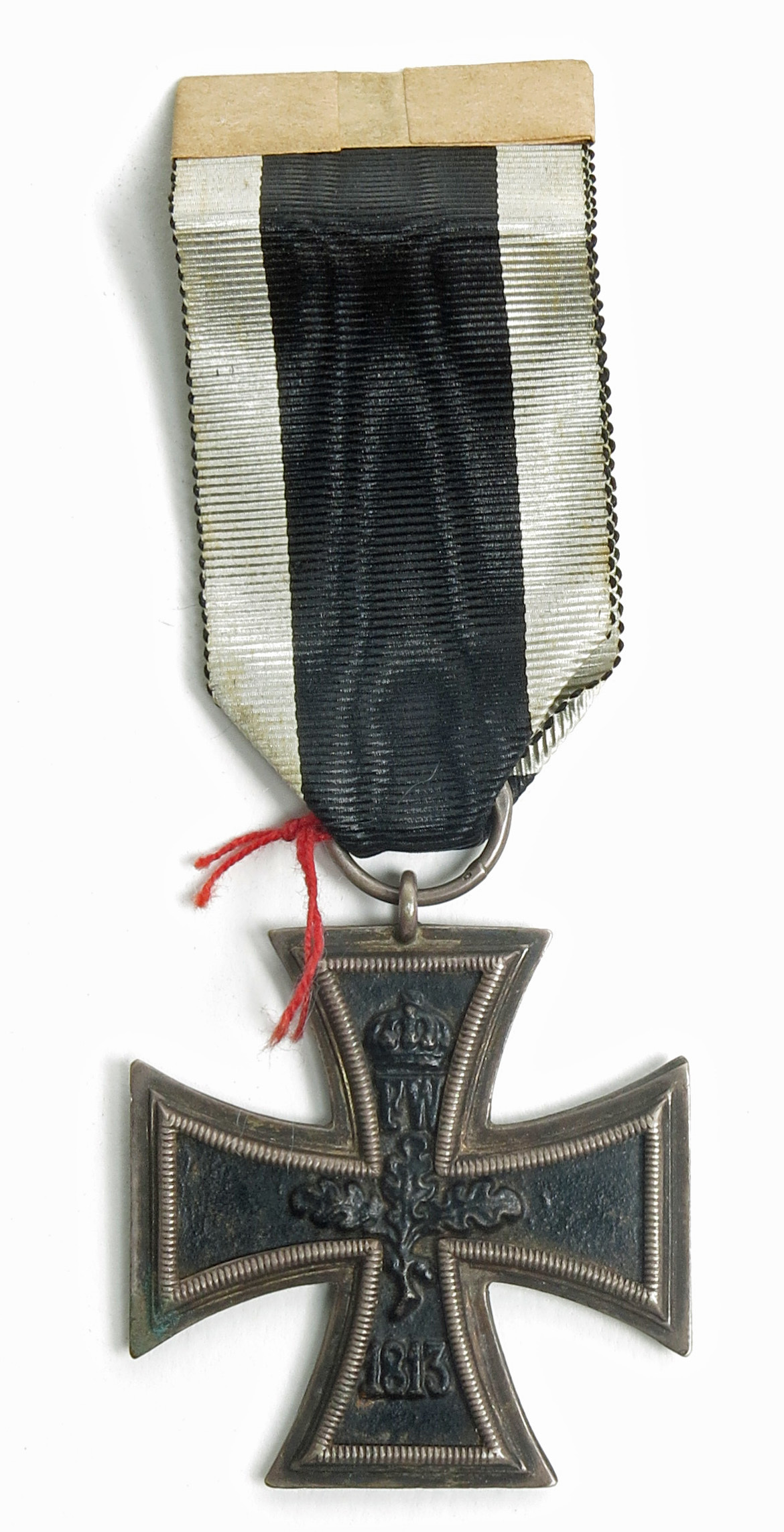
Frånsida till 2:a klassens EK 1813.
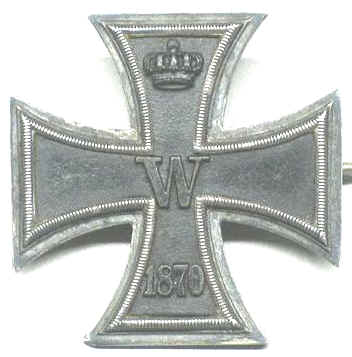
1870 års Järnkors
EK 1914 hörande Livrustkammaren.
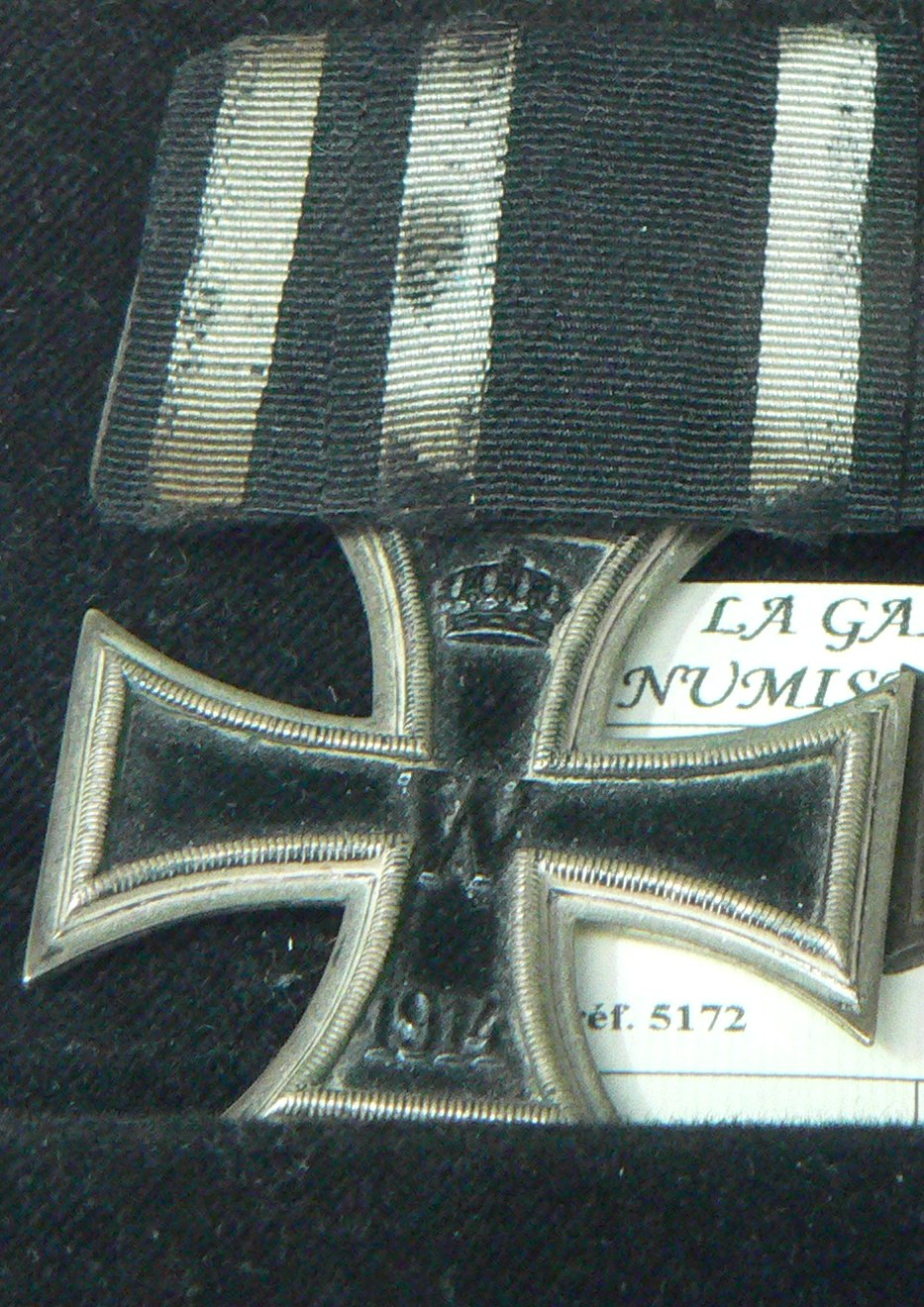
Järnkorsets andra klass 1914
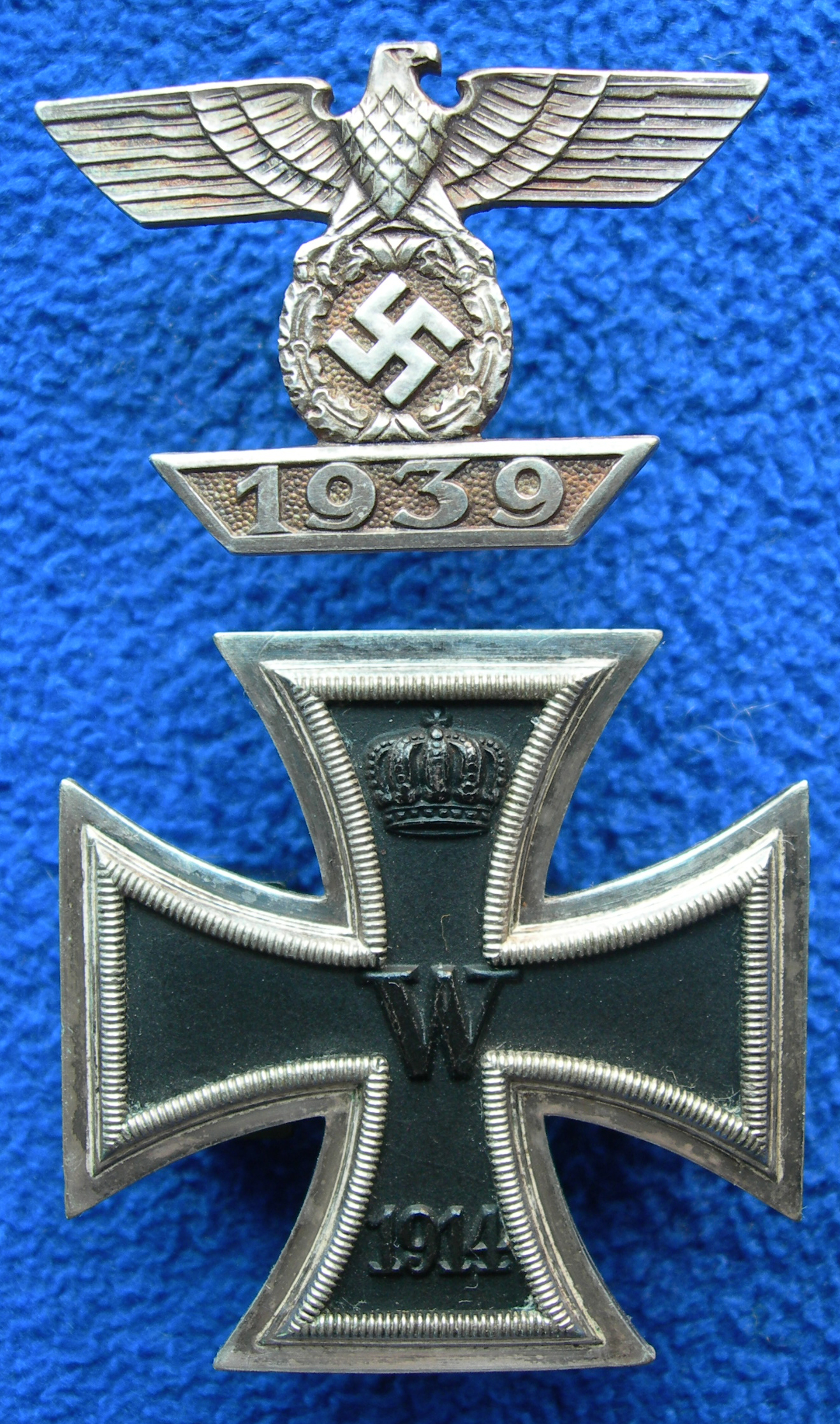
Järnkorset, första klassen 1914 med spänne 1939. Även Järnkorset m/14 är tillverkat under andra världskriget. Båda utmärkelserna är original.
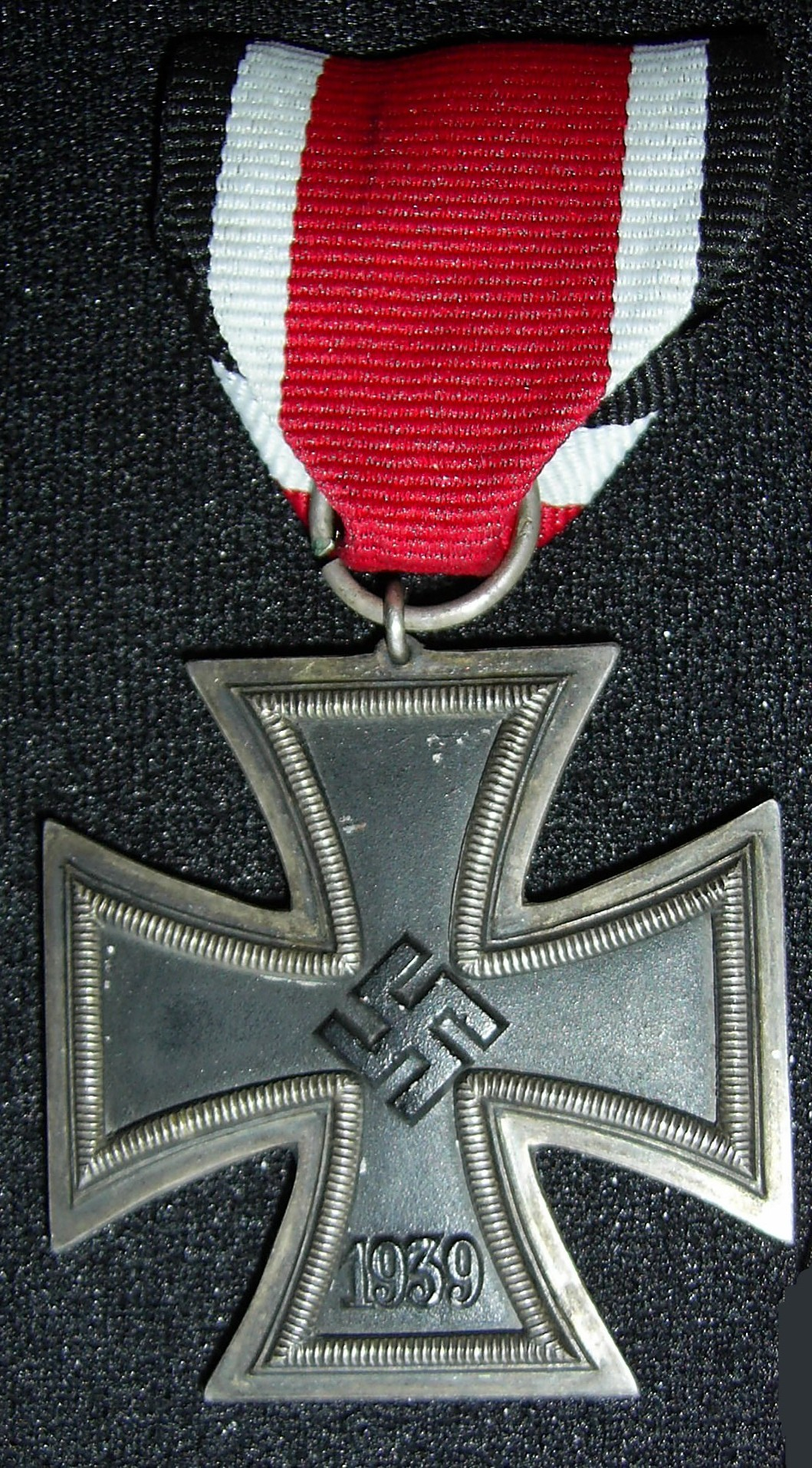
Ett exempel på Järnkors från 1939.
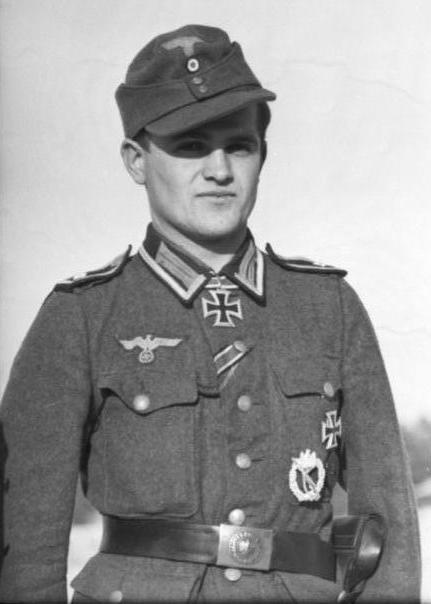
En fältväbel som förlänats Järnkorsets riddarkors.
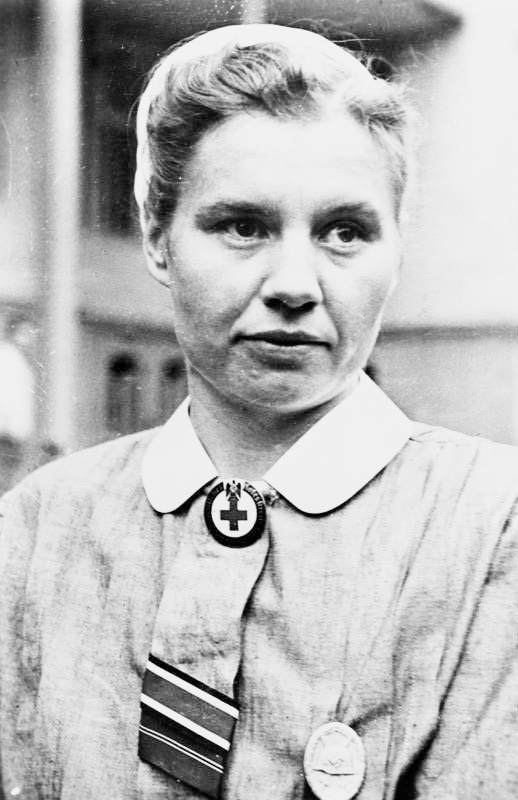
Röda kors-sjuksköterska med band från Järnkorset av andra klassen över band från Östfrontsmedaljen. Hon bär även Såradmärket i silver vilket tilldelades den som sårats minst tre gånger.
En stiliserad version av Järnkorset används som Bundeswehrs nuvarande emblem.